# Niebug
Niebug (ros. Небуг) – wieś w Rosji, w Kraju Krasnodarskim, w rejonie tuapsińskim. W 2010 liczyła 3972 mieszkańców.